# Divadlo na Fidlovačce

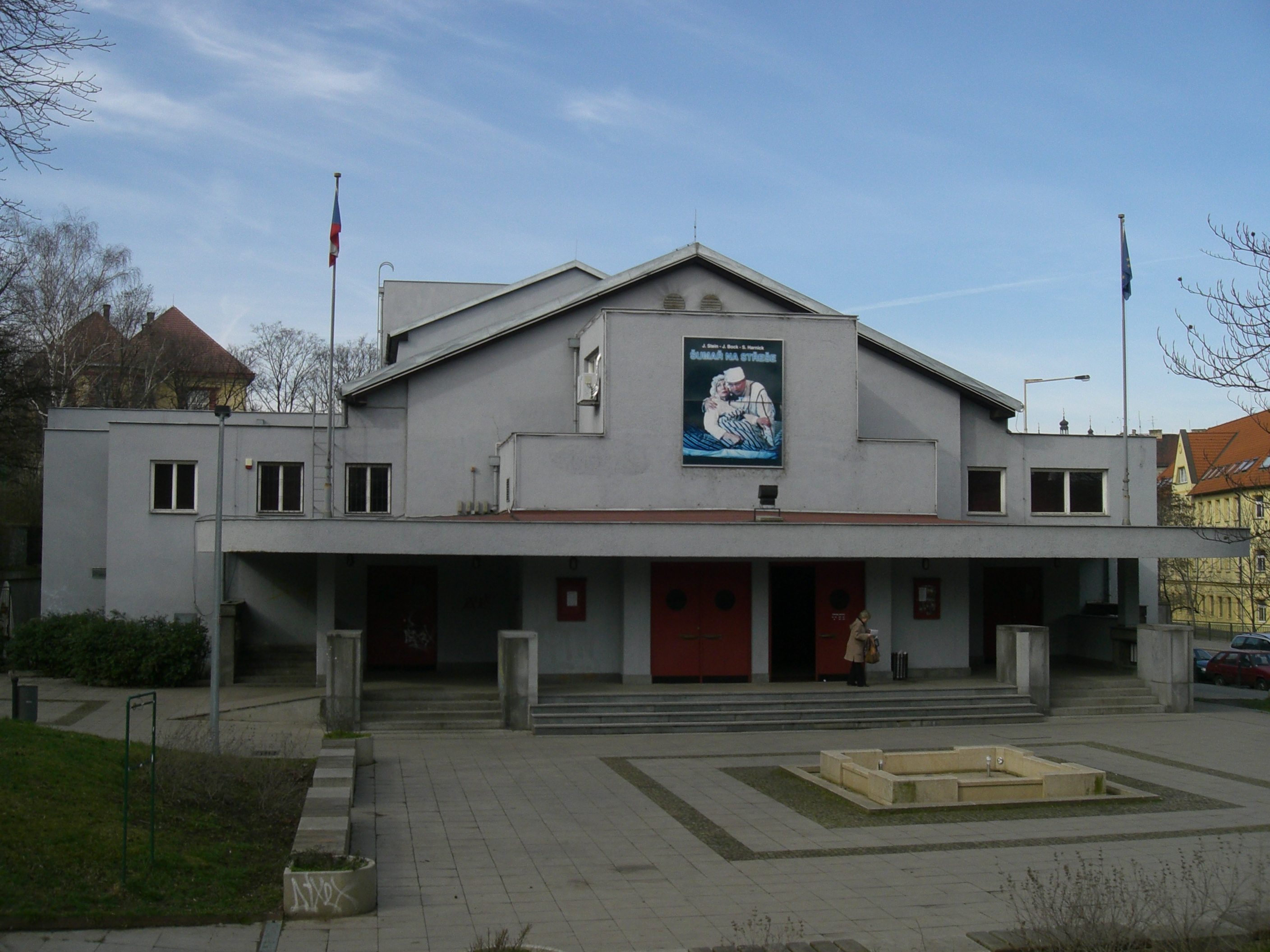
Budynek teatru (Praga}

Divadlo na Fidlovačce – prywatny czeski teatr z siedzibą w Pradze. Został otwarty w 1998 roku.